# Tony Rombola
Anthony Rombola (Norwood, 24 novembre 1964) è un chitarrista statunitense.
Tony è citato nella rivista Guitar World come, "straordinario chitarrista"; unico del periodo Nu-Metal ad usare nelle canzoni uno stile originale per i suoi assoli e le sue ritmiche.
Oltre che appartenere al gruppo Godsmack, Tony Rombola fa anche parte del gruppo degli Another Animal , in un side project che vede tra gli altri musicisti anche i compagni Robbie Merrill  e Shannon Larkin. La formazione viene completata con l'aggiunta di Lee Richards  alla chitarra e Whitfield Crane , voce, con i quali ha pubblicato l'omonimo album nel 2007.

## Biografia
Nacque a Norwood in Massachusetts, Tony è un musicista autodidatta in quanto ha ricevuto in regalo la sua prima chitarra all'età di 11 anni. Seguendo i consigli del padre, Tony impara per la prima volta una canzone che si rivelerà essere dei Black Sabbath. Si introduce nella musica rock ascoltando gli album Led Zeppelin III, 2112 e We Sold Our Soul for Rock 'n' Roll. Gran parte di quello che Tony ha imparato, non avendo mai preso lezioni di chitarra, lo deve alla rivista Guitar World.
La sua prima chitarra è stata una copia di una Gibson SG, passando poi a una signature Les Paul, prima di incontrare il bassista Robbie Merril , il cantante Sully Erna e unirsi ai Godsmack, Tony suonava in piccole cover-band metal rock e folk rock. Robbie e Sully incontrarono Tony mentre si esibiva in un locale. Restarono colpiti dalla capacità del giovane e si resero conto in quel momento che avrebbero avuto bisogno di un chitarrista con le sue doti per raggiungere quel desiderato successo che hanno tuttora.
Tony, Sully, Robbie e il batterista Tommy Stewart, hanno registrato il primo EP chiamato All Wound Up, pubblicato nel 1998 con la band dei Godsmack e vendendo, nel giro di due anni, cinque milioni di copie, pari a cinque dischi di Platino.
Rombola, prima di unirsi ai Godsmack faceva il carpentiere, lavoro che farebbe tuttora se non fosse stato coinvolto nella band in cui suona. Tony ha una moglie chiamata Sue e 3 figli: Joe, Trisha, e AJ. Tony ama giocare con i videogiochi e a golf.

## Equipaggiamento

### Chitarre
- McNaught Guitars [2]
- Gibson Les Paul guitars
- Gibson Les Paul Classic Custom Electric Guitar Antique Ebony
- Ovation Balladeer 6751-CCB. Si esibisce anche con una Elite T 1778T-5
- Ovation 1778T Elite T Series Acoustic-Electric Guitar Black
- Takamine Acoustic guitars
- Gibson J-45 Acoustic
- Gibson Acoustic J-45 True Vintage Acoustic Guitar Vintage Sunburst
- Double-neck acoustic Ovation
- Yamaha acoustic

### Amplificatori
- Splawn Amplifiers (Splawn QR and Nitro) and cabs
- EVH® 5150III™ Amplifiers
- Diezel Amplifiers (Herbert)
- Mesa/Boogie Triple Rectifiers and 4x10" cabs
- Fender Bullet (Usato in Hotel per l'esercitazione)
- 1967 Plexi Marshall Tremolo (Usato durante le registrazioni)

### Effetti e Pedali
- Boss NS-2 Noise Suppressor Pedal
- Ashly PQX-571 7-band parametric equalizer
- Digital Music Corporation GCX Guitar Audio Switcher
- Digital Music GCX Guitar Audio Switcher
- Dunlop Cry Baby Pedals
- Dunlop Original Crybaby Wah Pedal
- Shure U4D wireless system
- Dunlop DCR-1SR
- Dunlop Crybaby Rack Wah
- Boss PH-2 Super Phaser
- Boss PH-3 Phase Shifter Pedal
- Boss DD-3 Digital Delay
- Boss DD-3 Digital Delay Pedal
- Dunlop Rotovibe pedal
- Dunlop JD-4S Rotovibe Expression Pedal
- MXR 31 Band Graphic Equalizer
- Dunlop TS-1 Tremolo Stereo Pan

### Corde plettri e Accessori
- Dunlop Tortex Picks
- Dunlop Tortex Standard Guitar Picks .73MM 1 Dozen
- GHS guitar strings gauges .011 to .054 (drop c tunings) and also .010 to .046 (drop d tunings)
- GHS GBL Boomers Light 010 Electric Guitar Strings
- Franklin Guitar Straps